# Direction générale des Étrangers en France
La direction générale des Étrangers en France (DGEF) est l'une des sept directions générales du ministère de l'Intérieur français.
Créée en 2013, elle traite de l'ensemble des questions relatives au droit des étrangers en France. La DGEF est constituée de plus de 600 agents répartis entre Paris et Nantes.

## Organisation
La DGEF est organisée en trois directions :
- Direction de l’immigration ;
  - Sous-direction des visas ;
  - Sous-direction du séjour et du travail ;
  - Sous-direction de la lutte contre l’immigration irrégulière ;
- Direction de l’intégration et de l’accès à la nationalité (direction de l'accueil, de l'accompagnement des étrangers et de la nationalité jusqu’au 7 octobre 2020[4])
  - Sous-direction de l'intégration des étrangers ;
  - Sous-direction de l'accès à la nationalité française ;
  - Secrétariat de la commission interministérielle pour le logement des populations immigrées ;
- Direction de l’asile ;
  - Sous-direction de l'animation et du financement de la politique de l'asile ;
  - Sous-direction du droit d'asile et de la protection internationale.

Outre le cabinet du directeur général, ces directions sont assistés du service des affaires internationales et européennes ; du département des statistiques, des études et de la documentation ; du service du pilotage et des systèmes d’information ; et, de la direction de programme « Administration numérique pour les étrangers en France ».

### Tutelles d’opérateurs
La DGEF assure, pour le ministre chargé de l’immigration et de l’intégration, la tutelle de l’Office français de l'immigration et de l'intégration (OFII). Depuis 2010, elle assure également la tutelle administrative et financière de l’Office français de protection des réfugiés et apatrides (OFPRA) (jusqu’en 2007, placée sous la tutelle du ministère chargé des affaires étrangères puis, en 2009, rattachée auprès du Conseil d’État). 

## Missions

### Immigration
La direction de l'immigration est notamment chargée dans le domaine de l'immigration, de la conception et de la mise en œuvre des politiques publiques concernant l'entrée, le séjour et le travail des ressortissants étrangers, la lutte contre l'immigration illégale, la réglementation et l'instruction des demandes de visas, l'éloignement, la rétention administrative, le travail illégal, la fraude documentaire.

### Intégration et nationalité
La direction de l’intégration et de l’accès à la nationalité est chargée de l'accueil des étrangers ainsi que de l'élaboration et de la mise en œuvre des règles en matière d'acquisition et de retrait de la nationalité française.

### Asile
La direction de l'asile est chargée de l'élaboration et de la mise en œuvre des règles en matière d'asile, et notamment de la participation à l'élaboration de la politique européenne de l'asile. Elle est compétente en matière de réinstallations, d'accueil et d'hébergement des demandeurs d’asile.

### Administration numérique pour les étrangers en France (ANEF)
Le programme « Administration numérique pour les étrangers en France » (ANEF) est piloté par une direction de programme, placée auprès du directeur général, depuis 2019. En principe, l’ANEF est une plateforme unique qui centralise, d’une part, les démarches d’asile, d’accueil, d’intégration, du séjour et de l’éloignement (dit « périmètre ANEF-asile », « ANEF-séjour » et, d’ici au 1er janvier 2024, « ANEF-éloignement » en remplacement d’AGDREF) ; et, d’autre part, depuis le 6 février 2023, les procédures d’accès à la nationalité française (« périmètre ANEF-NATALI »). À cet effet, elle permet à l’usager de détenir un compte unique pour suivre l’état de ses démarches dématérialisées.
Ce programme, dont les origines datent de 2014, s’inscrit dans les travaux du Comité action publique 2022 visant la dématérialisation de l’ensemble des services publics à l’horizon 2022, pour 10 millions d’usagers. À partir de 2020, l’ANEF se développe à titre expérimental pour les étudiants étrangers qui demandent leur premier visa ou renouvelant leur titre de séjour. En 2021, un décret pérennise et généralise la téléprocédure pour l’obtention des titres de séjour.
Toutefois, le 3 juin 2022, le Conseil d’État statuant au contentieux a toutefois précisé qu’une telle dématérialisation devait « prévoir les dispositions nécessaires pour que bénéficient d'un accompagnement les personnes qui ne disposent pas d'un accès aux outils numériques ou qui rencontrent des difficultés soit dans leur utilisation, soit dans l'accomplissement des démarches administratives » et « garantir la possibilité de recourir à une solution de substitution ». En l’espèce, la section du contentieux a censuré le décret du 24 mars 2021 et l’arrêté du 27 avril 2021 pris pour son application dans la mesure où aucune solution de substitution n’était pas prévue, pas plus que des modalités d’accompagnement aux outils numériques et aux démarches administratives. En réponse à la décision du juge administratif, en décembre 2022, le ministère de l’Intérieur a rappelé l’existence des points numériques « e-MERAUDE », soutenus par le centre de contact citoyen de l’ANTS et par les préfectures, pour accompagner les usagers n’ayant pas d’accès à Internet ou éloignés du numérique ; il a  également indiqué que les usagers pourront toujours déposer leur demande directement en physique ou par un envoi postal.
Le 22 mars 2023, la solution de substitution consistant au dépôt en préfecture en ultime recours est officiellement décrétée mais la dématérialisation opérée par ce programme reste dénoncée par des associations,,,.

## Liste des directeurs généraux
| Identité                  | Période            | Période         |
| Identité                  | Début              | Fin             |
| ------------------------- | ------------------ | --------------- |
| Luc Derepas (d)           | 3 octobre 2013     | 31 août 2015    |
| Pierre-Antoine Molina (d) | 1er septembre 2015 | 23 août 2020    |
| Claude d'Harcourt         | 24 août 2020       | 13 juillet 2022 |
| Éric Jalon (d)            | 23 août 2022       |                 |